# Берк, Брук
Брук Ли́за Берк, (англ. Brooke Lisa Burke; род. 8 сентября 1971, Хартфорд, Коннектикут, США) — американская актриса и фотомодель. Ведущая реалити-шоу «Путешествия со знаменитостями» (1999—2002) и «Rock Star» (2005—2006). Победительница седьмого сезона американских «Танцев со звёздами».

## Ранние годы
Брук — самая старшая среди своих девяти братьев и сестёр, родившихся в семье Джорджа и Донны Берков в городе Хартфорд, штат Коннектикут, США. Берк еврейка по материнской линии и имеет французские, ирландские и португальские корни. Детство она провела в городе Тусон, штат Аризона, где её фактически вырастил отчим Армен Хартоунян. Здесь же она посещала школы Sahuaro и Palo Verde, а закончив их переехала в Лос-Анджелес и поступила в Университет Калифорнии на факультет журналистики. Также Брук закончила бизнес школу в Санта-Монике.

## Карьера
Параллельно с учёбой в Калифорнийском университете Брук поступила в модельное агентство, тогда же появившись на обложках журналов, постерах, каталогах, рекламных щитах, в телевизионной рекламе Кока-Колы, Anheuser-Busch и M Professional Cosmetics. Берк стала лицом компаний Bally’s Total Fitness, Yankee’s Shortstop и Discover Card.
Наиболее значимый момент в карьере Берк произошёл в 1999 году, когда телекомпания E! Entertainment Television искала замену Джулс Аснер, ведущей шоу «Путешествия со знаменитостями» с 1997 года. Друзья Брук предложили ей пройти собеседование. Продюсеры остались довольны её работой и предложили трёхлетний контракт. По замыслу шоу, Брук путешествовала по всему миру, посещая множество известных достопримечательностей. Благодаря ей рейтинги передачи достигли своего максимума, а она стала широко известной. В 2002 году истёк срок действия контракта и Берк покинула телешоу. Ей на смену пришла Синди Тейлор, которой удалось пробыть в роли ведущей всего один год, так как после ухода Брук рейтинги шоу стремительно упали. Под прежним названием шоу «Путешествия со знаменитостями» больше никогда не выходило на экраны.
Во времена «Путешествий со знаменитостями» всё внимание было приковано к ведущей, которая большую часть времени была в одном бикини. Это инициировало серию предложений от нескольких эротических изданий и уже в 2000 году Брук появляется обнажённой на веб-сайте BlueNudes, затем, в мае 2001 года и ноябре 2004 года, в журнале Playboy, что делает её уже всемирно известной. Также Брук снималась для журналов Maxim, Stuff, FHM и Celebrity Skin. Примечательно, что такой широкой известности Брук сама не желала. Она говорила:

В молодости я хотела заниматься чем-нибудь менее заметным, например быть барабанщицей в рок группе.
После шоу Брук продолжила работать на E!, принимая участие в их наиболее популярных шоу: «Ранг», «Путь к красной дорожке», «Слабое звено» и других. В 2004 году Берк появилась в специальных выпусках «За кулисами» сериалов «Девочки Гилмор» и «Тайны Смолвилля». В этом же году издательство Electronic Arts подписало с ней контракт об использовании её образа в игре Need for Speed: Underground 2.
Как предприниматель Берк представила собственную линию купальников своего дизайна и имени. Эта линия так и называется «Просто Брук». Позже она издала серию календарей со своими фотографиями, которые в 2005 году заняли первое место в США среди календарей с моделями и пятое — среди всех. В 2007 году Брук открыла собственную компанию Baboosh Baby, которая предлагает верхнюю одежду для беременных женщин. На сайте компании имеется блог, в котором Брук рассказывает о своих детях.

## Личная жизнь
С 2001 по 2006 год Берк была замужем за пластическим хирургом Гартом Фишером, от которого у неё есть две дочери: Нерия Шей Фишер (род. 11 марта 2000) и Сьерра Скай Фишер (род. 3 апреля 2002).
С 2011 по 2020 год Берк была замужем за музыкантом Дэвидом Чарветом, от которого у неё есть двое детей — дочь Хевен Рейн Чарвет (род. 8 января 2007) и сын Шайя Брейвен Чарвет (род. 5 марта 2008).

### Проблемы со здоровьем
8 ноября 2012 года Берк сообщила, что ей был диагностирован рак щитовидной железы и она уже перенесла операцию. 12 декабря того же года она сообщила, что весь рак был удалён.

## Фильмография
| Год       |    | Русское название         | Оригинальное название         | Роль                  |
| --------- | -- | ------------------------ | ----------------------------- | --------------------- |
| 1986      | ф  | Дух мщения               | The Wraith                    | официантка на роликах |
| 1998      | с  | Золотые крылья Пенсаколы | Pensacola: Wings of Gold      | вторая красотка       |
| 2002      | с  | Это жизнь                | That’s Life                   | репортёр              |
| 2003      | с  | Действуй, крошка         | Rock Me, Baby                 | Стейси                |
| 2004      | с  | Детектив Монк            | Monk                          | репортёр              |
| 2004      | с  | Клава, давай!            | Less Than Perfect             | медсестра Бенсон      |
| 2004      | ф  | Страх                    | The Hazing                    | Джилл                 |
| 2004      | с  | Во всём виноваты предки  | It’s All Relative             | смотритель парка      |
| 2004      | ф  | —                        | Knuckle Sandwich              | Кэтрин                |
| 2004      | с  | Шоу Берни Мака           | The Bernie Mac Show           | н/д                   |
| 2004      | ки | —                        | Need for Speed: Underground 2 | Рейчел Теллер         |
| 2006      | с  | Лас-Вегас                | Las Vegas                     | Шерил                 |
| 2014—2015 | с  | Мелисса и Джоуи          | Melissa & Joey                | Фелиша Манчини        |
| 2016      | с  | Девственница Джейн       | Jane the Virgin               | в роли самой себя     |
| 2018      | с  | —                        | Chicken Girls                 | мама Элли             |